# Мејси Вилијамс
Маргарет Констанс „Мејси” Вилијамс (енгл. Margaret Constance „Maisie” Williams, Бристол, 15. април 1997) је енглеска глумица. Имала је свој професионални глумачки деби као Арја Старк од Зимоврела у ХБО фантастичној телевизијској серији Игра престола 2011. године, за коју је освојила награду Еви за најбољу споредну глумицу у драми, награду Портала за најбољу споредну глумицу на телевизији и најбољу младу глумицу, као и награду Сатурн за најбољу изведбу млађег глумца. Године 2016. номинована је за награду Прајмтајм Еми за изузетну глумицу у драмској серији.
Вилијамсова је такође имала споредну улогу у серији Доктор Ху као Ашилда 2015. године. Осим телевизије, направила је свој деби у играном филму — мистерији Падање (2014), за који је освојила награду филмске критике за лондонског младог умјетника године.

## Младост
Маргарет Констанса Вилијамс је рођена 15. априла 1997. године у Бристолу, Уједињено Краљевство. Добила је надимак "Мејси" по карактеру из стрипова Перишерс. Вилијамсова је најмлађа од четворо дјеце; њена три старија брата и сестра су Џејмс, Бетх и Тед. Мајка јој је Хилари Пит (сада Францес), Она је похађала Основну школу Клутон и Нортон Хил школу у Мидсомер Нортону, прије него што је прешла на Батх Денс Колеџ за извођење умјетности.

## Каријера
Од 2011. године Вилиајмсова је играла Арју Старк, младу дјевојчицу из племићке породице, у фантастичној драмској телевизији ХБО-а, Игра престола. За ову улогу је изабрана из групе од 300 глумица широм Енглеске. Арја је била прва улога Вилијамсове у сваком професионалном капацитету. Добила је критичко признање за њен наступ у серији.
Вилијамсова је наставила да добија похвале за њену глуму у другој сезони, и ХБО ју је узео на разматрање за категорију "Најбоља пратећа глумица" за Прајмтајм Емми награде за 2012. годину, иако није примила номинацију. Добитница је награде Портал 2012. за најбољу пратећу улогу и награду Портал-а за најбољу младу глумицу. У доби од 15 година, Вилијамсова је била најмлађа глумица која је икада освојила категорију „Најбоља пратећа глумица.“ 
У марту 2013. номинована је за награду Јонг Артист Авард за најбољу изведбу у ТВ серији - подршка младој глумици и у новембру 2013. освојила ББЦ Радио 1 Теен Авард за најбољег британског глумца. До данас се појавила у свих седам емисија.
У 2012. години Вилијамсова је играла Лорен Калеигх у ББЦ серији The Secret of Crickley Hall. Такође се појавила у независним филмовима Хитстроке (2012) и Голд (2013), а и у кратким филмовима Corvidae (2013) и Горе на крову (2013).
Вилијамсова је такође играла улогу Лорне Томпсон у сај-фај филму Ми смо чудовишта, који је изашао 2014.
У 2014. години, Вилијамсова је играла улогу Лидије у британском филму Падање, који је премијерно приказан 11. октобра 2014. године и објављен 24. априла 2015. године у Великој Британији У децембру, Вилијамсова је преговарала са Наугхти Догом да глуми као Ели у филмској адаптацији видео игре Посљедњи од нас.
У јануару 2015. године, Вилијамсова се појавила у једном документарном филму Сајбербули Чанел 4, а у фебруару је добила европско признање наградом Шутинг Старс на 65. Међународном филмском фестивалу у Берлину. У фебруару 2015, играла је водећу улогу у видео клипу "Океани" британског бенда Сифрет. Тема овог снимка је такође застрашивање.
Дана 30. марта 2015. године ББЦ је најавио да ће Вилијамсова гостовати у двије епизоде Доктора Која ("Дјевојка која је умрла" и "Жена која је живела"). Вилијамсова се касније вратила у серију у прву и трећу епизоду финала тродјелног серијала под називом Суочи се са гавраном и Пакао се савио.
У 2019. години, Вилијамсова ће глумити као Волфсбејн у суперхеројском филму Њу Мјутантс.

## Филмографија
| Година | Назив                      | Улога                      | Референца          |
| ------ | -------------------------- | -------------------------- | ------------------ |
| 2012   | Скалпер олимпијских карата | Scraggly Sue               |                    |
| 2012   | Топлотни удар              | Jo O'Malley                | [ 29 ]             |
| 2013   | Горе на крову              | Trish                      | [ 30 ]             |
| 2013   | Corvidae                   | Jay                        | [ тражи се извор ] |
| 2014   | Злато                      | Abbie                      | [ 29 ]             |
| 2015   | Падање                     | Lydia Lamont               | [ 31 ]             |
| 2016   | Књига љубави               | Millie Pearlman            | [ 32 ]             |
| 2017   | iBoy                       | Lucy Walker                | [ 33 ]             |
| 2017   | Mary Shelley               | Isabel Baxter              | [ 34 ]             |
| 2017   | Крадући сребро             | Leonie                     | [ тражи се извор ] |
| 2018   | Рани човјек                | Goona                      | [ 35 ]             |
| 2018   | Напуштања                  | Skye                       | [ 36 ]             |
| 2020   | Нови мутанти               | Rahne Sinclair / Wolfsbane | [ 37 ]             |